# Don Benito
Don Benito és una ciutat d'Extremadura, dintre de la província de Badajoz. Forma una conurbació amb la veïna Villanueva de la Serena creant un nucli urbà amb influència regional.

## Situació
Està emplaçat al nord de la província, a 112 quilòmetres de la capital. Amb Villanueva de la Serena és la capital de la comarca de las Vegas Altas. Durant els anys 90 es va construir una autovia que comunica amb Villanueva, apropant ambdues ciutats i formant actualment un únic nucli urbà.

## Història
Es va fundar al segle xv, per famílies procedents de Medellín. El nom de la població prové del llaurador que la va fundar.
Com que està situada a la riba del riu Guadiana, aviat va créixer gràcies a l'agricultura i la ramaderia, i es va expandir ràpidament durant els segles XV i xvi.
Va esdevenir vil·la el 1737. Durant la Guerra del Francès va esclatar una batalla als camps entre Don Benito i Medellín, i van morir milers de civils de la zona.
El 1856 va aconseguir el títol de Ciutat, concedit per Isabel II, després d'haver estat escollit cap de Partit Judicial i desenvolupar una important indústria agrícola.
Avui és un important centre industrial i comercial dins de la regió agrícola de Las Vegas Altas i La Serena. Hi predomina la indústria relacionada amb la manufactura dels tomàquets cultivats a la riba del Guadiana.
El 20 de febrer de 2022 es va celebrar una consulta popular per a decidir la fusió entre Don Benito i Villanueva de la Serena, el resultat de la qual fou favorable a la fusió.

## Monuments i edificis
- Plaza de España: plaça situada al centre urbà, amb una extensió de 600 metres quadrats aproximadament. Al centre, substituint una antiga font tradicional, hi ha un conjunt escultòric d'Enrique Pérez Comendador, titulat Monumento al agua y la tierra (Monument a l'aigua i la terra). Al seu interior s'hi troben versos de la poesia dedicada al riu Guadiana, escrit pel metge i humanista Celestino Vega. Al costat oriental de la plaça s'hi troba l'església de Santiago Apóstol, d'estil renaixentista, remodelada el 1965.
- Església de Santiago: església dels segles xvi i xvii. La seva façana és d'estil barroc i el seu interior d'estil gòtic-renaixentista. Va ser declarada Bé d'interès cultural per la Junta de Extremadura, i és considerada un dels monuments més emblemàtics de la localitat.
- Església de San Sebastián: és l'edifici religiós més antic de la ciutat. Als seus orígens va ser una ermita dedicada a Sant Sebastià i Sant Fabià. Està situada a l'indret més elevat de la ciutat, damunt d'un turó.
- Ermita de las Cruces: ermita situada a set quilòmetres de la ciutat, al vessant nord de la Sierra de Ortigas. S'hi troba la imatge de la Virgen de las Cruces (Verge de les Creus), patrona de la ciutat.